# Farnham (Dorset)
Pour les articles homonymes, voir Farnham.
Farnham est une paroisse civile et un village du Dorset, en Angleterre.